# 高知桂浜道路
高知桂浜道路（こうちかつらはまどうろ）は、高知県高知市にある一般道路である。高知県道36号高知南環状線の一部で、かつては有料道路だった。
ここでは、県道に編入後、終点で連続する県道36号の支線も含めて記述する。

## 概要
有料道路のころは高知県道路公社が管理し、料金は普通車・大型車とも100円。このため「100円道路」の愛称もある。
片側2車線化の予定ではあるが、延長 2.3 kmの暫定片側1車線として供用している。
なお、高知県道路公社は高知県の外郭団体改革の一環として、当道路の償還完了をもって廃止された。

### 路線データ
- 起点：高知市百石町（国道56号交点）
- 終点：高知市長浜（高知県道36号高知南環状線交点）
- 県道36号支線終点：高知市長浜（高知県道34号桂浜はりまや線交点）【北緯33度30分01.1秒 東経133度32分30.7秒】

## 歴史
- 2005年12月 - に横浜トンネルのコンクリートが剥離し、以後全面通行止となっていたが、その後補修工事も完了し現在は通行可能となっている[4]。
- 2014年3月31日 - 午前0時に無料開放された[5]。

## 路線状況

### 重複区間
- 高知県道278号弘岡下種崎線（高知市長浜 地内）

### 道路構造物
2つのトンネルのうち、南側の横浜トンネルは延長 1,646m、北側の六泉寺トンネルは延長 400mである。

## 地理

### 交差する道路
- 国道56号（起点）
- 高知県道36号高知南環状線（高知桂浜道路 終点）
- 高知県道14号春野赤岡線（高知市長浜）
- 高知県道278号弘岡下種崎線（高知市長浜）
- 高知県道278号弘岡下種崎線（高知市長浜）
- 高知県道34号桂浜はりまや線（県道36号支線 終点）

### 沿線にある施設など
- 高知競馬場
- 四国八十八箇所霊場第三十三番 雪蹊寺